# Hymenoplastyka
Hymenoplastyka (ang. hymenoplasty lub hymenorrhaphy) – zabieg odtworzenia błony dziewiczej mający na celu stworzenie wrażenia jej obecności u partnera poddającej się temu zabiegowi kobiety (tzn. opór przy immisji, „krwawienie” przy stosunku). Hymenoplastyka w ścisłym znaczeniu obejmowałaby również hymenotomię.
W najlepszym przypadku tak „zrekonstruowana” błona dziewicza może zostać pomylona z autentyczną podczas pobieżnego badania ginekologicznego, natomiast zawsze zostanie zidentyfikowana podczas dokładnego badania wykonywanego przez doświadczonego specjalistę medycyny sądowej. 
Przyczyny poddawania się hymenoplastyce to:	 
- chęć oszukania partnera lub otoczenia z powodu:	
  - uwarunkowań kulturowych — np. w krajach islamskich brak dziewictwa u panny młodej upoważnia męża do zerwania związku i naraża kobietę na odwet jej rodziny (aż do „zabójstwa honorowego”); w nieco łagodniejszej formie dotyczy to krajów latynoamerykańskich. Natomiast w krajach Południowo-Wschodniej Azji zabieg ten może być wykonywany u młodocianych prostytutek, aby uzyskać wyższą cenę u klienta, ponieważ w tym regionie powszechnie wierzy się, że seks z dziewicą „wzmacnia” mężczyznę;
  - uwarunkowań indywidualnych — kobieta lub jej rodzina mogą uważać „dziewictwo” za sposób na doprowadzenie do małżeństwa z „dobrą partią”.
- czynniki medyczno-psychologiczne:	
  - taki zabieg może być wykonywany u wcześniej niewspółżyjących seksualnie ofiar gwałtów, ponieważ może im pomóc odzyskać równowagę psychiczną — we Francji koszty takiego zabiegu mogą zostać zwrócone przez państwo, jeśli pacjentka jest ofiarą gwałtu[3].;
  - taki zabieg może stanowić końcowy etap operacyjnego wytwarzania narządów płciowych u kobiet, które urodziły się z ich brakiem lub niedorozwojem.
- pozostałe czynniki — np.:	
  - chęć podkreślenia w ten sposób przez kobietę faktu zerwania z dotychczasowym „złym życiem”;
  - chęć lepszego „powtórzenia ślubu” — czasem (dość popularne w USA) para małżeńska z okazji którejś rocznicy ślubu może chcieć powtórzyć ceremonię, wyjechać w to samo miejsce etc., a jeśli kobieta była w dniu ślubu dziewicą, to „rekonstrukcja dziewictwa” ma ułatwić powtórne przeżycie nocy poślubnej sprzed lat, kiedy kobieta straciła dziewictwo.